# Friedrich Haag (Politiker, 1989)
Friedrich Haag (* 20. Januar 1989 in Stuttgart) ist ein deutscher Politiker (FDP). Seit Mai 2021 ist er Abgeordneter im Landtag von Baden-Württemberg.

Friedrich Haag, MdL (2021)

## Leben
Haag machte seine Fachhochschulreife und anschließend eine Ausbildung zum Einzelhandelskaufmann. Seit 2015 ist er selbstständiger Unternehmer mit zwei RAN Tankstellen in Stuttgart. Außerdem ist er Landwirt im Nebenerwerb. Seit 1999 ist Haag Mitglied der Freiwilligen Feuerwehr Stuttgart, Abteilung Degerloch/Hoffeld. Außerdem engagiert er sich im Stiftungsrat der Helene-Pfleiderer-Stiftung. Die Stiftung fördert lokale Projekte in der Jugend- und Altenhilfe.
Von 2019 bis 2021 war Haag Bezirksbeirat in Stuttgart-Degerloch. Er gab dieses Amt aufgrund seines Landtagsmandats auf. Bei der Landtagswahl in Baden-Württemberg 2021 wurde er über ein Zweitmandat im Wahlkreis Stuttgart II in den Landtag gewählt. Er ist wohnungsbaupolitischer Sprecher und Sprecher für individuelle Mobilität der FDP/DVP-Fraktion und Mitglied in den Landtagsausschüssen Landesentwicklung und Wohnen sowie Verkehr. Außerdem ist er Mitglied im Kuratorium der Denkmalstiftung Baden-Württemberg.
Bei der Kommunalwahl in Stuttgart 2024 wurde Haag in den Gemeinderat gewählt.

## Privates
Haag ist ein Enkel von Friedrich Haag (1930–2022), der von 1967 bis 1968 und von 1969 bis 1992 ebenfalls Mitglied des Landtags von Baden-Württemberg war. Er lebt in Stuttgart-Degerloch.